# Bondorf
Bondorf település Németországban, azon belül Baden-Württembergben. Lakosainak száma 6335 fő (2023. december 31.).

## Népesség
A település népessége az elmúlt években az alábbi módon változott:
| Lakosok száma | 2351 | 2542 | 2819 | 3090 | 3491 | 4036 | 5223 | 5848 | 5748 | 6335 |
|               | 1961 | 1967 | 1974 | 1980 | 1987 | 1993 | 2000 | 2006 | 2013 | 2023 |